# Christopher Lungoyi
Christopher Lungoyi (* 4. Juli 2000 in Kinshasa) ist ein Schweizer Fussballspieler.

## Karriere

### Verein
Lungoyi begann seine Laufbahn in der Jugend des FC Plan-les-Ouates, bevor er in die Jugend des Servette FC wechselte. Als 16-Jähriger kam er dort am 3. Juni 2017 zu seinem Debüt in der Profimannschaft in der zweitklassigen Challenge League, als er beim 1:0 gegen den FC Le Mont-sur-Lausanne in der 70. Minute für Marco Delley eingewechselt wurde. Dies blieb sein einziger Einsatz in dieser Spielzeit. In der folgenden Saison kam er als Einwechselspieler zu drei weiteren Partien in der zweithöchsten Schweizer Spielklasse. Zudem spielte der Stürmer viermal für die Reserve in der fünftklassigen 2. Liga interregional, wobei er ein Tor erzielte.
Anfang 2018 wechselte er nach Portugal zum FC Porto, bei dem er zunächst in der Jugend spielte. In der Spielzeit 2019/20 wurde er in das Kader der zweiten Mannschaft befördert, für die er allerdings nicht zum Einsatz kam. Anfang 2020 kehrte er daraufhin in die Schweiz zurück und schloss sich dem FC Lugano an. Bis Saisonende bestritt er zwölf Partien für die Tessiner in der erstklassigen Super League, in denen er zwei Tore schoss.
Im Januar 2021 unterschrieb er einen Vertrag bei Juventus Turin, die Italiener liehen Lungoyi jedoch sogleich zurück an den FC Lugano aus. Der Offensivspieler konnte später jedoch nicht mehr an seine Leistungen anknüpfen und kam meist nur noch als Einwechselspieler zum Einsatz. Im Januar 2022 löste Juventus die Leihe mit Lugano aus und verlieh Lungoyi stattdessen bis zum Saisonende an den Ligakonkurrenten FC St. Gallen. In der Saison 2022/23 verlieh ihn der Verein an den italienischen Zweitligisten Ascoli Calcio. Seit Sommer 2023 spielt er auf Leihbasis erneut in der Schweizer Super League beim Yverdon Sport FC, der zudem über eine Kaufoption verfügt.

### Nationalmannschaft
Der gebürtige Kongolese Lungoyi durchlief ab 2014 die Schweizer U-Nationalteams von der U15 bis zur U21.